# Didi, o Cupido Trapalhão
Didi, O Cupido Trapalhão é um filme de comédia romântica brasileiro de 2003, dirigido por Paulo Aragão e Alexandre Boury e estrelado pelo humorista Renato Aragão no papel de seu personagem Didi.
O filme marcou a estreia da apresentadora Jackeline Petkovic nos cinemas. O cantor Daniel, por sua vez, volta a protagonizar um filme, fato ocorrido pela primeira vez em Xuxa Requebra, de 1999. Em sua estreia, Didi, o Cupido Trapalhão foi o filme mais visto, barrando o hollywoodiano Hulk de Ang Lee ao todo o filme teve em um mês cerca de 1.671.064 de bilheteria. Dentre as participações, o filme trouxe Helen Ganzarolli, ex-assistente de palco de Gugu Liberato, até então famosa pelo polêmico quadro Banheira do Gugu, o artista Sebastian, conhecido na época por ser garoto-propaganda das lojas C&A, e também as cantoras Kelly Key, Marina Elali e a dupla Guilherme & Santiago, que fazem participações no filme, cantando durante a festa da personagem Julieta. Petkovic chegou ainda á participar da entrega do Oscar 2004 ao lado de seu preparador Guti Fraga, que a ajudou a compor sua personagem. Pela primeira vez, os atores Mauro Mendonça e Rosamaria Murtinho, casados na vida real, contracenaram juntos no cinema, também vivendo um casal.[carece de fontes?]

## Enredo
Didi é um anjo atrapalhado que nem Deus teve paciência de aguentar. Para poder permanecer no céu, ele recebe a missão de unir um casal. Porém, o casal que ele resolveu unir é justamente Romeu (Daniel) e Julieta (Jackeline Petkovic). O primeiro é um humilde entregador de uma lanchonete e a segunda é filha de um importante político, Dr. Poleto (Mauro Mendonça), e está para se casar com Páris (Aramis Trindade), um aliado de Poleto.
De início, ninguém acreditava que Didi conseguisse a façanha, pois a história original de Romeu e Julieta, de William Shakespeare, tem um final trágico para o casal. Porém, tudo pode acontecer.

## Elenco
- Renato Aragão como Didi
- Jackeline Petkovic como Julieta Helena Poleto
- Daniel como Romeu
- Mauro Mendonça como dr. Poleto
- Rosamaria Murtinho como dona Ana Poleto
- Herson Capri como seu Arcângelo
- Aramis Trindade como Páris
- Helen Ganzarolli como Suzy
- Oscar Magrini como Nonô
- Tadeu Mello como Tatá
- Vanessa Bueno como Adriana
- Marcelo Augusto como Marcelo
- Kléber Bambam como Bambam
- Jacaré como Jacaré
- Michele Martins como Bianca
- Dany Bananinha como Natália
- Fernando Almeida como Angelino
- Lucas Rocha como Poletinho Filho
- Juliana Zambrano como Luiza
- Livian Aragão como anjinho Lili

Números musicais
- Kelly Key
- Marina Elali
- Falamansa
- Guilherme & Santiago
- Vavá

## Ficha Técnica
- Argumento e roteiro: Natália Grimberg e Paulo Cursino
- Colaboração nos diálogos: Flávio de Souza
- Direção de produção: Pimenta Jr.
- Produção de elenco: Cibele Santa Cruz
- Cenografia: Oswaldo Eduardo Lioi
- Figurino: Carla Andrete
- Som direto: José Moreau Louzeiro
- Edição de som: José Moreau Louzeiro e Maria Muricy
- Trilha sonora: Mú Carvalho, Mú Chebabi e Caxa Aragão
- Supervisão de efeitos especiais: Marcelo Siqueira, ABC
- Edição: João Paulo Carvalho e Rodrigo Lima
- Direção de arte: Paulo Flaksman
- Direção de fotografia: Cezar Moraes
- Produtor executivo: Telmo Maia
- Produtor delegado: Geraldo Silva de Carvalho
- Produtores associados: Luiz Cláudio Moreira e Paulo Sérgio Almeida
- Produzido por Diler Trindade
- Direção: Paulo Aragão e Alexandre Boury